# Ghetto de Radom

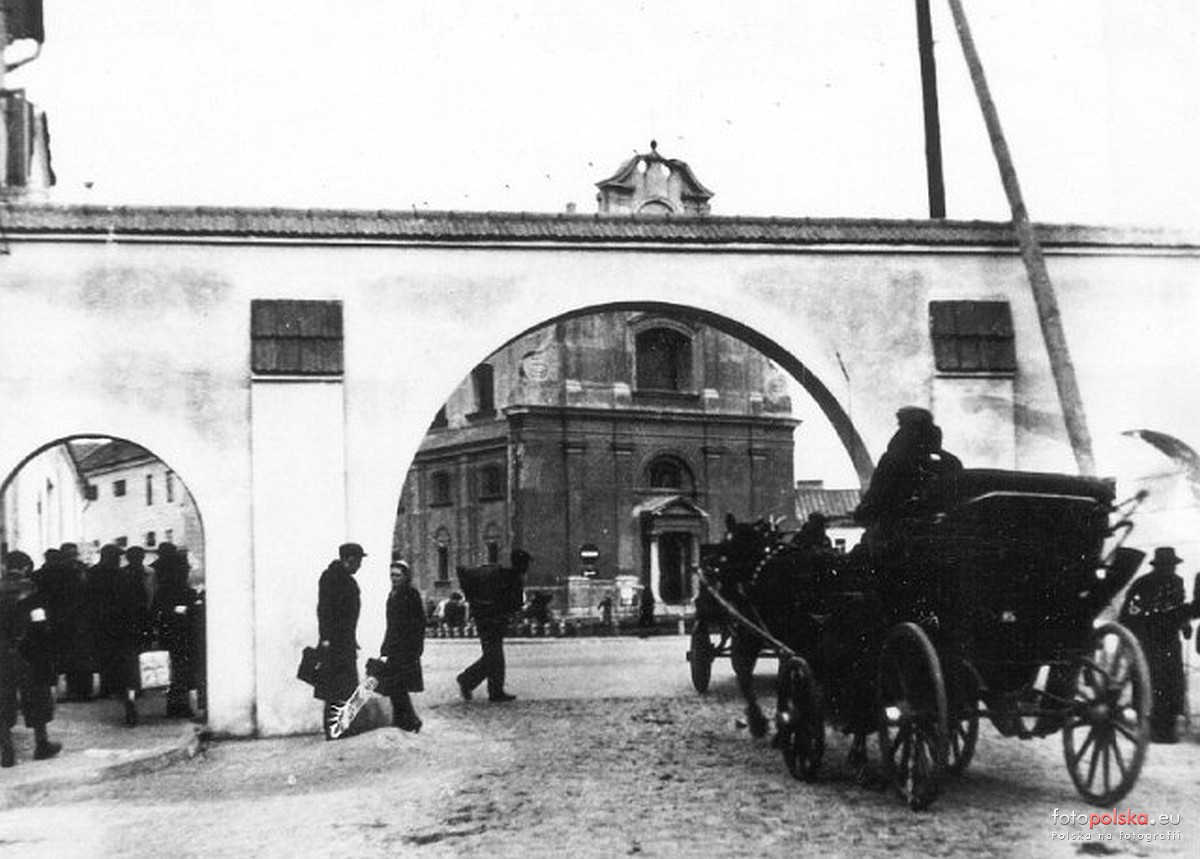
Porte du ghetto de Radom, vue sur la rue Wałowa (1940).

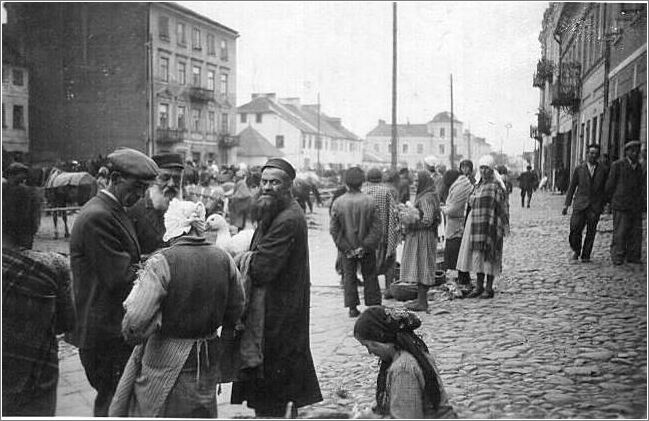
Rue du ghetto de Radom (1940).

Le ghetto de Radom était un ghetto pour les Juifs créé par les autorités allemandes nazies en Pologne occupée pendant la Shoah polonaise. Construit en mars 1941 dans la ville de Radom, dans la Voïvodie de Mazovie, les Juifs polonais sont officiellement enfermé en avril 1941. Un an et demi plus tard, en août 1942, la liquidation du ghetto débute pour finir en juillet 1944, 30 000 à 32 000 victimes (hommes, femmes et enfants) ayant été déportées à bord des trains de l'Holocauste vers le camp d'extermination de Treblinka.  

## Contexte
Lors de l'invasion de la Pologne, la ville de Radom est envahie par les forces allemandes le 8 septembre 1939. La population totale était alors de 81 000 habitants, dont 25 000 juifs. Le 30 novembre 1939, le SS-Gruppenführer Fritz Katzmann de la Selbstschutz, ayant déjà dirigé les opérations meurtrières à Wrocław et Katowice, est nommé Höhere SS- und Polizeiführer (SSPF) à Radom dorénavant occupé. Son arrivée est suivie de violences et de pillage à des fins personnelles. Katzmann ordonne l'exécution immédiate des dirigeants juifs. Avant la création d'un ghetto, de nombreux Juifs sont contraints au travail forcé. L'une de leurs premières tâches est la reconstruction de l'usine d'armement polonaise de Łucznik d'avant-guerre endommagée lors d'une attaque aérienne, pour répondre aux besoins militaires allemands. L'usine fut le principal employeur nazi local tout au long de la guerre. 
Les Allemands forcent alors la communauté juive à payer des contributions et saisissent leurs objets de valeur et ainsi que leurs entreprises. Néanmoins, les avoirs en métaux précieux étaient déjà épuisés parce que les Juifs de Radom — en particulier les femmes juives de « Wizo » — avaient fait des dons massifs au fonds de l'aviation polonaise quatre mois avant l'invasion. Même les Juifs les moins fortunés achetèrent des « obligations de défense aérienne » avec fierté jusqu'en mai 1939. 
Peu de temps après l'invasion, vers septembre-octobre 1939, les SS effectuèrent des raids surprise sur les synagogues. Les fidèles ont été traînés et mis dans des commandos ouvriers. La synagogue de Radom a été profanée par les nazis et son mobilier a été détruit. Afin d’instaurer la peur, le conseiller municipal juif Jojna (Yona) Zylberberg a été forcé de défiler avec une pierre sur la tête avant d'être abattu par les soldats SS. Sa femme est décédée dans un accident domestique quelques mois plus tôt en tombant par la fenêtre alors qu'elle tentait de suspendre des voilages, laissant ses deux enfants derrière elle. Vers décembre 1939 - janvier 1940, le Judenrat a été créé pour servir d'intermédiaire entre le commandement allemand et la communauté juive locale. Un millier d'hommes ont été envoyés dans les camps de travail de la réserve de Lublin à l'été 1940. En décembre, le gouverneur général allemand Hans Frank en poste à Cracovie ordonne l'expulsion de 10 000 juifs de la ville, mais seulement 1 840 d'entre-eux sont expulsés en raison de difficultés techniques. Au printemps 1941, Radom comptait environ 32 000 Juifs. Katzmann y resta jusqu'à l'opération Barbarossa. 

## Historique du ghetto
La ville de Radom reçoit des Juifs expulsés de nombreux endroits en Pologne, y compris les détenus juifs du ghetto de Cracovie — car selon les souhaits du Gauleiter Hans Frank — Cracovie devait devenir la ville « la plus propre sur le plan racial » du territoire du gouvernement général pour servir de capitale allemande. Le gouverneur général Frank ordonne l'ordre de créer le ghetto de Radom en mars 1941. Une semaine plus tôt, la police du ghetto juif avait été formée par la nouvelle administration nazie pour aider aux délocalisations. Les Juifs ont alors dix jours pour quitter leurs maisons d'avant-guerre et rejoindre la zone du ghetto avec leurs familles. La zone est divisée en deux comme dans de nombreuses autres villes polonaises. Les portes du ghetto sont fermées de l'extérieur le 7 avril 1941. Environ 33 000 Juifs polonais y sont rassemblés ; 27 000 dans le ghetto principal et environ 5 000 dans un ghetto plus petit de la banlieue. La majeure partie du ghetto n'était pas murée ; les barrières étaient formées par les bâtiments eux-mêmes et les sorties étaient gérées par la police juive et polonaise. Le « grand ghetto » était installé dans la rue Wałowa dans le quartier central de Śródmieście et le « petit ghetto » dans le district de Glinice. 

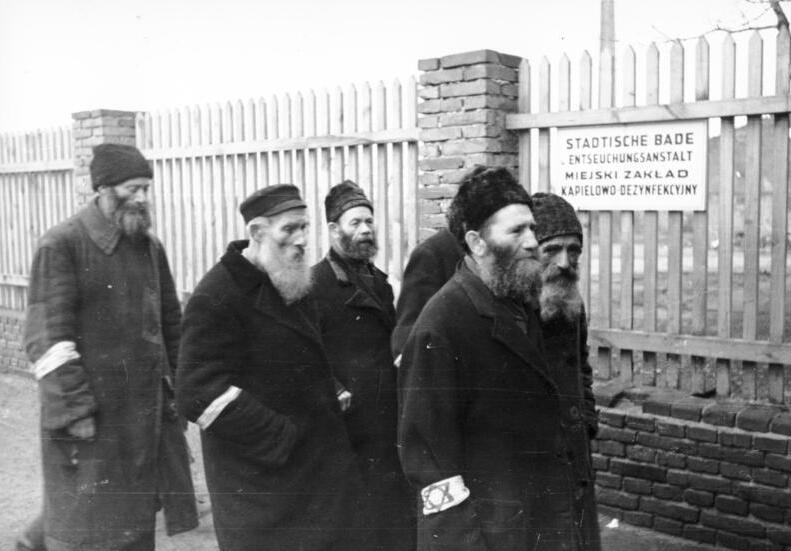
Hommes juifs portant l'étoile jaune dans le ghetto de Radom, en mars 1941.

Comme pour de nombreux autres ghettos à travers la Pologne occupée, la famine n'était pas rare. Les rations allouées par les Allemands pour une personne du ghetto étaient de 100 grammes de pain par jour. Néanmoins, les conditions dans le ghetto de Radom étaient en moyenne meilleures que dans de nombreux autres ghettos contemporains en Europe occupée par les nazis. 
Au cours des premiers mois de 1942, les Allemands mènent plusieurs actions, arrêtant ou exécutant sommairement divers dirigeants de la communauté juive. Les Allemands débutent la liquidation définitive du ghetto de Radom à partir d'août 1942, dans le cadre de l'opération Reinhard. La première grande déportation vise le petit ghetto de Glinice qui est vidé de ses habitants. Les Allemands sont assistés par les unités de la police bleue polonaise et les Hiwis. Fin août, environ 2 000 Juifs étaient encore à Radom. Les Juifs déportés sont envoyés dans des camps d'extermination (principalement Treblinka et Auschwitz). Les restes du ghetto de Radom sont temporairement transformés en camp de travail. Les derniers Juifs de Radom sont expulsés en juin 1944, lorsque le 26 juin les derniers habitants gagnent les ultimes trains de l'Holocauste vers Auschwitz. Seules quelques centaines de Juifs de Radom ont survécu à la guerre. 

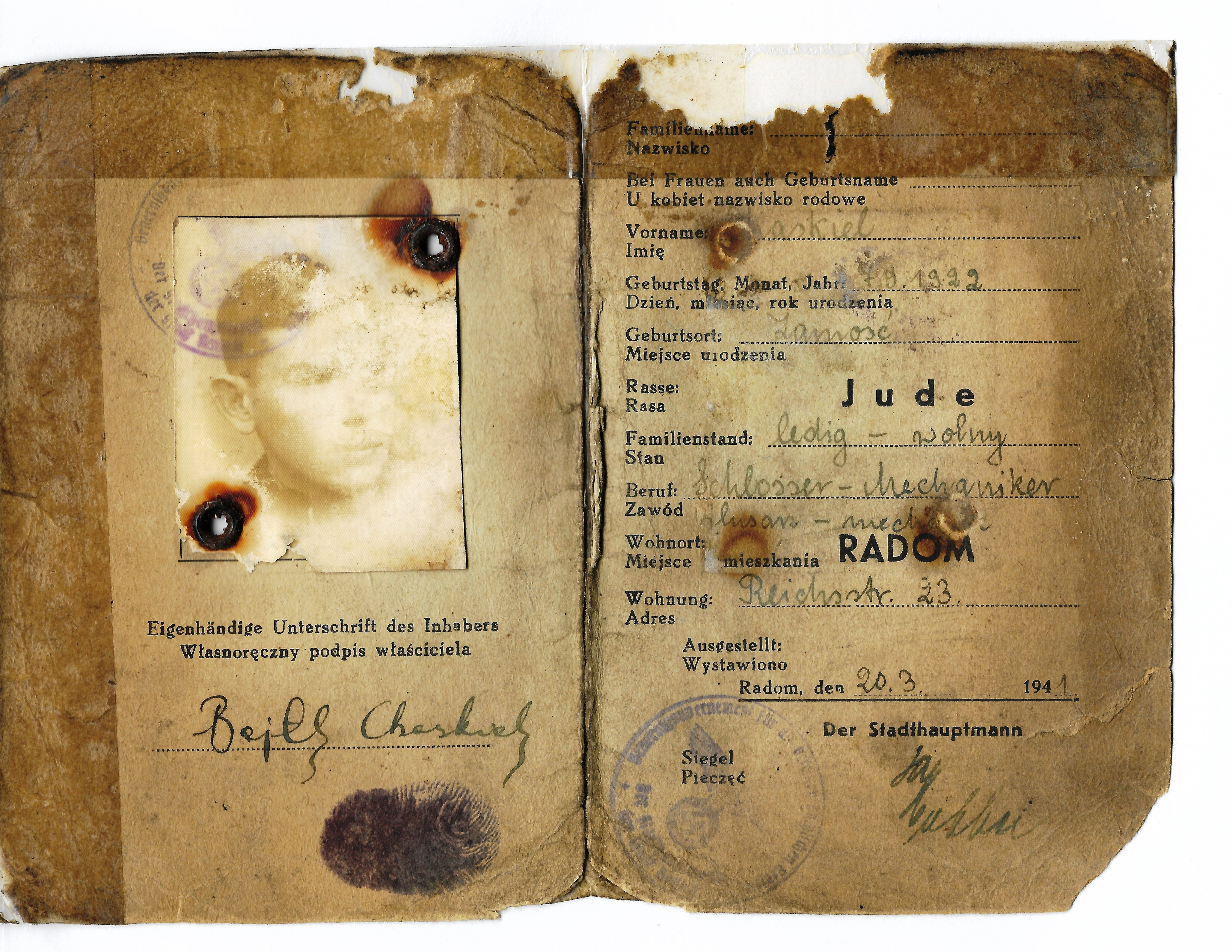
Carte d'identité juive d'un habitant de Radom en 1941.

### Sauvetage et représailles
Parmi les sauveteurs polonais de Juifs, le rôle le plus important appartient au Dr Jerzy Borysowicz (pl), directeur de l'hôpital psychiatrique de Radom situé dans la rue Warszawska. L'installation a en effet été épargnée par les nazis car l'ancien bâtiment appartenant à l'église ne pouvait pas être transformé en entreprise pour le compte de l'effort de guerre allemand. Les Juifs, y compris les enfants, recevaient une aide quotidienne de Borysowicz ainsi que de son personnel médical dans le plus grand secret, tout en essayant de secourir des personnes souffrant dans le ghetto de la fièvre typhoïde. Borysowicz traita Mordechaj Anielewicz, chef de l'organisation de combat juive qui contribua à l'ingénierie du soulèvement du ghetto de Varsovie. Cependant, la plupart de ses patients n'ont pas survécu à l'Holocauste, Anielewicz mourut lors du soulèvement. Borysowicz reçut le titre de Juste parmi les Nations à titre posthume, en 1984, quatre ans après sa mort le 5 juin 1980. 
Parmi les nombreux Polonais ayant été assassinés par les nazis pour avoir sauvé des Juifs (en) figure Adam Rafałowicz, 60 ans, vivant à Radom, abattu le 18 septembre 1942. De nombreux meurtres se déroulèrent dans le comté de Radom : ainsi le 6 décembre 1942, un groupe de villageois de Ciepielów près de Radom, dont Piotr Skoczylas et sa fille de 8 ans, Leokadia, furent brûlés vifs par un bataillon de police le 6 décembre 1942 pour avoir abrité des Juifs. Le même jour, une grange remplie de gens fut incendiée dans le village de proximité Rekówka, 33 Polonais accusés d'aider des Juifs furent brûlés vifs, dont les familles d'Obuchiewicz, Kowalski et 14 Kosiors. Roman Jan Szafranski, 64 ans, vivant à Radom avec son épouse Jadwiga, fut pris en flagrant délit de détention d'une jeune fille juive, Anna Kerc (née en 1937). L'homme fut déporté et décéda à Gross-Rosen, sa femme envoyée à Ravensbrück survécut, tandis que la petite fille fut assassiné sur le champ par les SS.